# Erwin Dotzel
Erwin Dotzel (* 28. September 1949 in Theres) ist ein deutscher Politiker (CSU) in Bayern. Er war von 2007 bis 2023 Bezirkstagspräsident von Unterfranken.

## Biografie
Dotzel absolvierte in Schweinfurt die Wirtschaftsschule und machte anschließend eine Ausbildung zum Katastertechniker.

## Politik
Dotzel bekleidet mehrere Funktionen in der CSU und war von 1984 bis 2014 Bürgermeister der Stadt Wörth am Main. Von 1990 bis 2023 gehörte er dem Bezirkstag Unterfranken an und amtierte von 2007 bis 2023 als Bezirkstagspräsident. Zur Bezirkstagswahl 2023 trat er nicht erneut an. Als von der CSU nominierter Abgeordneter gehörte Dotzel der 13. Bundesversammlung an.